# I Say Yes (Jessica Sutta)
I Say Yes è il primo album in studio da solista della cantante statunitense Jessica Sutta, pubblicato nel 2017.

## Tracce
1. Reign – 3:54 (Rico Love)
2. Distortion – 3:14 (Jessica Sutta, Keeley Burnford & Will Rappaportt)
3. Universe – 3:19 (Jessica Sutta, Keeley Burnford, Will Rappaportt)
4. Feel Like Making Love – 3:21 (Rico Love)
5. I Say Yes (featuring Rico Love) – 4:03 (Rico Love)
6. Forever – 3:08 (Jessica Sutta, Will Peters)
7. Willing to Beg – 3:46 (Jessica Sutta, Rico Love)
8. When a Girl Loves a Boy (featuring Pitbull) – 4:14 (Rico Love, Pitbull)
9. Shame (featuring Liam Horne) – 3:38 (Rico Love, Liam Horne)
10. Pushed Me – 3:49 (Jessica Sutta, Rico Love)
11. Can't Take No More (featuring Will Peters) – 3:02 (Jessica Sutta, Will Peters)
12. Inches Away – 4:29 (Rico Love)
13. Feeling Nothing (featuring Hopsin) – 3:31 (Scott Harris, Madison Love, Hopsin)
14. Special (featuring Fuse ODG) – 3:25 (Jessica Sutta, Keeley Burnford, Will Rappaportt, Fuse ODG)
15. Sunday Island – 3:36 (Jessica Sutta, Mams Taylor, Zach Kennedy)